# 托梅托 (阿肯色州)
托梅托（英語：Tomato）是位於美國阿肯色州密西西比縣的一個非建制地區。該地的面積和人口皆未知。

## 地理
托梅托的座標為35°50′37″N 89°44′28″W / 35.84361°N 89.74111°W，而該地的平均海拔高度為78米（即256英尺）。